# Evaniella varicornis
Evaniella varicornis är en stekelart som först beskrevs av Cameron 1887.  Evaniella varicornis ingår i släktet Evaniella och familjen hungersteklar. Inga underarter finns listade i Catalogue of Life.